# Medasina reticulata
Medasina reticulata är en fjärilsart som beskrevs av George Francis Hampson 1895. Medasina reticulata ingår i släktet Medasina och familjen mätare. Inga underarter finns listade i Catalogue of Life.